# Sucha (gromada w powiecie świeckim)
Sucha – dawna gromada, czyli najmniejsza jednostka podziału terytorialnego Polskiej Rzeczypospolitej Ludowej w latach 1954–1972.
Gromady, z gromadzkimi radami narodowymi (GRN) jako organami władzy najniższego stopnia na wsi, funkcjonowały od reformy reorganizującej administrację wiejską przeprowadzonej jesienią 1954 do momentu ich zniesienia z dniem 1 stycznia 1973, tym samym wypierając organizację gminną w latach 1954–1972.
Gromadę Korytowo z siedzibą GRN w Suchej utworzono – jako jedną z 8759 gromad na obszarze Polski – w powiecie świeckim w woj. bydgoskim, na mocy uchwały nr 24/12 WRN w Bydgoszczy z dnia 5 października 1954. W skład jednostki weszły obszary dotychczasowych gromad Sucha i Jania Góra (bez przysiółka Bruchniewo) ze zniesionej gminy Świekatowo w powiecie świeckim oraz obszary dotychczasowych gromad Cierplewo i Glinki (bez osiedli Olszewko i Wymysłowo) ze zniesionej gminy Koronowo w powiecie bydgoskim w tymże województwie. Dla gromady ustalono 23 członków gromadzkiej rady narodowej.
31 grudnia 1961 z gromady Sucha wyłączono wsie Cierpiewo i Sucha, włączając je do gromady Lubiewo w powiecie tucholskim w tymże województwie, po czym gromadę Sucha zniesiono, włączając jej (pozostały) obszar do gromad Świekatowo (wieś Jania Góra) i Serock (wieś Glinki) w powiecie świeckim.